# بوب هولت
بوب هولت (بالإنجليزية: Bob Holt)‏ هو ممثل أمريكي، ولد في 28 ديسمبر 1928 بسانت لويس في الولايات المتحدة، وتوفي في 2 أغسطس 1985 في الولايات المتحدة بسبب نوبة قلبية.

## أعمال

### أفلام
- (1973) شبكة تشارلوت[3]

## وصلات خارجية
- بوب هولت على موقع IMDb (الإنجليزية)
- بوب هولت على موقع ميوزك برينز (الإنجليزية)
- بوب هولت على موقع ديسكوغز (الإنجليزية)
- بوب هولت على موقع قاعدة بيانات الفيلم (الإنجليزية)